# Treća nogometna liga

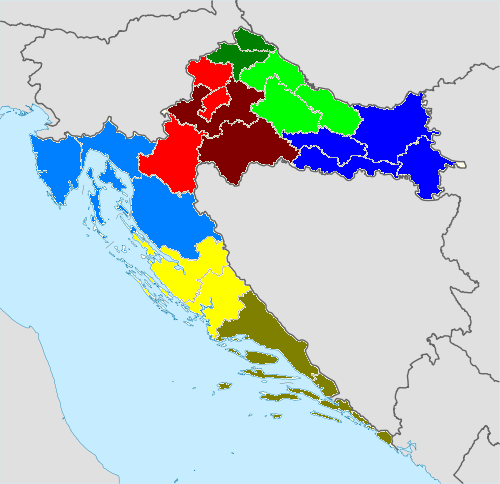
Suddivisione in 8 gironi (2006-2012);
Blu – Girone Est
Verde scuro – Girone Nord "A"
Verde chiaro – Girone Nord "B"
Arancione – Girone Centro "A"
Marrone – Girone Centro "B"
Azzurro – Girone Ovest
Giallo – Girone Sud "A"
Verde militare – Girone Sud "B"

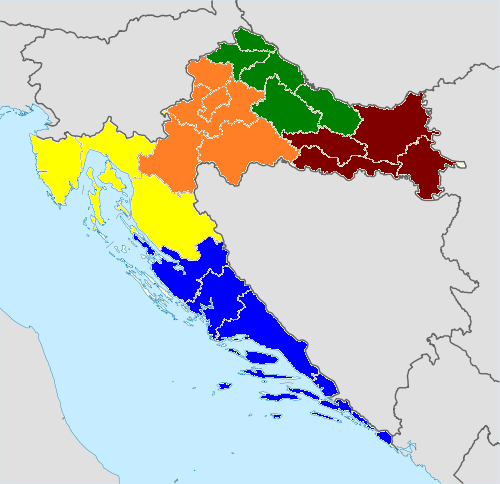
Suddivisione in 5 gironi (2022-oggi);
Giallo - Girone Ovest,
Arancione – Girone Centro,
Verde – Girone Nord,
Marrone - Girone Est,
Blu – Girone Sud

La Treća nogometna liga (in lingua italiana: "Terza lega calcistica", abbreviata in 3. NL) è la quarta divisione del campionato croato di calcio.
Fondata nel 2006, ha cambiato più volte format e nome:
- 2006: Četvrta hrvatska nogometna liga, abbreviata in 4. HNL, divisa in 8 gironi interregionali
- 2014: Međužupanijska nogometna liga (lega calcistica inter-contea), abbreviata in MŽNL
- 2017: la maggior parte dei gironi cambia il nome in 4. NL (Četvrta nogometna liga, quarta lega calcistica)

Il 6 giugno 2022, la HNS ha comunicato il cambio dei nomi delle varie categorie in vista della prevista riorganizzazione del sistema calcistico in Croazia: la quarta divisione si sarebbe chiamata semplicemente "Treća nogometna liga", sarebbe divenuta a 5 gironi e le sarebbero spettati una parte dei diritti televisivi della prima divisione.

## Storia
La 4. HNL nasce nel 2006, un anno di grande cambiamenti nei campionati croati : infatti c'è la fusione dei due gironi della 2. HNL in un girone unico e la riduzione della 3. HNL da 5 a 3 gironi. Il grande numero di squadre retrocesse rende necessaria la creazione di una nuova categoria. Questa categoria consiste in 8 gironi "inter-contea": Est, Nord "A", Nord "B", Centro "A", Centro "B", Ovest, Sud "A" e Sud "B".
Nelle stagioni precedenti al 2006–07, la quarta divisione in Croazia era costituita dalla Prva županijska nogometna liga, la prima lega regionale, che quindi, durante gli anni della Četvrta liga, scala al quinto livello.
Nel 2011 i due gironi del Nord vengono soppressi e sostituiti dalle leghe regionali; sorte toccata nel 2012 anche agli altri 6 gironi della 4. HNL.
La quarta divisione a livello inter-contea viene ricreata nella stagione 2014–15 (nel 2014 infatti, la HNS decide di ridurre i gironi della 3. HNL da 5 a 3) col nome di Međužupanijska nogometna liga per le zone Est, Nord, Centro ed Ovest; non viene ricreato invece quella per la zona Sud, quindi le squadre dalmate retrocesse dalla 3. HNL passano direttamente nelle leghe regionali. Questi sono i 5 gironi:
- Est[5]: MŽNL RL Slavonije i Baranje
- Nord - sottogruppo Varaždin-Čakovec[6]: MŽNL Čakovec - Varaždin
- Nord - sottogruppo Koprivnica-Bjelovar-Virovitica[7]: MŽNL Bjelovar-Koprivnica-Virovitica
- Centro[8]: MŽNL Središte
- Ovest[9]: MŽNL NS Rijeka

Nel 2017 5 gironi su 6 (l'escluso è quello orientale) cambiano denominazione passando da MŽNL (gestita da comitati regionali) a 4. NL (gestita dalla HNS), ciò permette di cambiare lo status dei club partecipanti, di firmare accordi di borse di studio con giovani giocatori, quindi proteggere gli investimenti ed ottenere agevolazioni fiscali.
Nel 2019 la MŽNL RL Slavonije i Baranje si scinde in due gironi: MŽNL Osijek-Vinkovci e MŽNL Slavonski Brod-Požega
Nel 2022 la quarta divisione cambia il nome in Treća nogometna liga e viene divisa in 5 gironi (incluso quello Sud).

## Organizzazione
La Federazione calcistica della Croazia supervisiona l'attività, che viene demandata ai 5 centri calcistici:
- Nogometno središte Rijeka dirige la 3. NL Zapad (Ovest)
- Nogometno središte Zagreb dirige la 3. NL Centar (Centro)
- Nogometno središte Sjever[13] dirige la 3. NL Sjever (Nord)
- Nogometno središte Osijek dirige la 3. NL Istok (Est)
- Nogometno središte Split dirige la 3. NL Jug (Sud)

## Formula
| LEGENDA | LEGENDA                             | LEGENDA                       |
| Sigla   | Nome esteso                         | Traduzione                    |
| ------- | ----------------------------------- | ----------------------------- |
| HNL     | Hrvatska nogometna liga             | Lega calcistica croata        |
|         | Zapad, Središte, Sjever, Istok, Jug | Ovest, Centro, Nord, Est, Sud |
| MŽNL    | Međužupanijska nogometna liga       | Lega calcistica inter-contea  |
| NS      | Nogometno središte                  | Centro calcistico             |
| NL      | Nogometna liga                      | Lega calcistica               |

| Suddivisione e denominazione dei gironi |                     |                                     |                                      |              |
| Regioni                                 | 2006–2012           | 2014–2019                           | 2019–2022                            | 2022–oggi    |
| Regione istriana                        | 4. HNL Zapad        | MŽNL NS Rijeka                      | 4. NL NS Rijeka                      | 3. NL Zapad  |
| Regione litoraneo-montana               | 4. HNL Zapad        | MŽNL NS Rijeka                      | 4. NL NS Rijeka                      | 3. NL Zapad  |
| Regione della Lika e di Segna           | 4. HNL Zapad        | MŽNL NS Rijeka                      | 4. NL NS Rijeka                      | 3. NL Zapad  |
| Città di Zagabria                       | 4. HNL Središte "A" | MŽNL Središte                       | 4. NL Središte Zagreb                | 3. NL Centar |
| Regione di Krapina e dello Zagorje      | 4. HNL Središte "A" | MŽNL Središte                       | 4. NL Središte Zagreb                | 3. NL Centar |
| Regione di Karlovac                     | 4. HNL Središte "A" | MŽNL Središte                       | 4. NL Središte Zagreb                | 3. NL Centar |
| Regione di Sisak e della Moslavina      | 4. HNL Središte "B" | MŽNL Središte                       | 4. NL Središte Zagreb                | 3. NL Centar |
| Regione di Zagabria                     | 4. HNL Središte "B" | MŽNL Središte                       | 4. NL Središte Zagreb                | 3. NL Centar |
| Regione del Međimurje                   | 4. HNL Sjever "A"   | MŽNL Čakovec - Varaždin             | 4. NL Čakovec - Varaždin             | 3. NL Sjever |
| Regione di Varaždin                     | 4. HNL Sjever "A"   | MŽNL Čakovec - Varaždin             | 4. NL Čakovec - Varaždin             | 3. NL Sjever |
| Regione di Virovitica e della Podravina | 4. HNL Sjever "B"   | MŽNL Bjelovar-Koprivnica-Virovitica | 4. NL Bjelovar-Koprivnica-Virovitica | 3. NL Sjever |
| Regione di Koprivnica e Križevci        | 4. HNL Sjever "B"   | MŽNL Bjelovar-Koprivnica-Virovitica | 4. NL Bjelovar-Koprivnica-Virovitica | 3. NL Sjever |
| Regione di Bjelovar e della Bilogora    | 4. HNL Sjever "B"   | MŽNL Bjelovar-Koprivnica-Virovitica | 4. NL Bjelovar-Koprivnica-Virovitica | 3. NL Sjever |
| Regione di Osijek e della Baranja       | 4. HNL Istok        | MŽNL Slavonije i Baranje            | MŽNL Osijek-Vinkovci                 | 3. NL Istok  |
| Regione di Vukovar e della Sirmia       | 4. HNL Istok        | MŽNL Slavonije i Baranje            | MŽNL Osijek-Vinkovci                 | 3. NL Istok  |
| Regione di Požega e della Slavonia      | 4. HNL Istok        | MŽNL Slavonije i Baranje            | MŽNL Slavonski Brod-Požega           | 3. NL Istok  |
| Regione di Brod e della Posavina        | 4. HNL Istok        | MŽNL Slavonije i Baranje            | MŽNL Slavonski Brod-Požega           | 3. NL Istok  |
| Regione zaratina                        | 4. HNL Jug "A"      |                                     |                                      | 3. NL Jug    |
| Regione di Sebenico e Tenin             | 4. HNL Jug "A"      |                                     |                                      | 3. NL Jug    |
| Regione spalatino-dalmata               | 4. HNL Jug "B"      |                                     |                                      | 3. NL Jug    |
| Regione raguseo-narentana               | 4. HNL Jug "B"      |                                     |                                      | 3. NL Jug    |

## Squadre 2022-23
| 3. NL – Ovest 2022-23 |             |
| Squadra               | Sede        |
| Buje                  | Buie        |
| Cres                  | Cherso      |
| Crikvenica            | Cirquenizza |
| Kraljevica            | Porto Re    |
| Krk                   | Veglia      |
| Medulin               | Medolino    |
| Naprijed Hreljin      | Creglino    |
| Nehaj Senj            | Segna       |
| Novigrad              | Cittanova   |
| Pazinka               | Pisino      |
| Pomorac               | Costrena    |
| Rudar Labin           | Albona      |
| Uljanik Pola          | Pola        |
| Vinodol               | Novi        |

| 3. NL – Centro 2022-23 |                       |
| Squadra                | Sede                  |
| Bistra                 | Bistra                |
| Dinamo Odranski Obrež  | Odranski Obrež (ZG)   |
| Gaj Mače               | Mače                  |
| HAŠK 1903              | Zagabria              |
| Karlovac               | Karlovac              |
| Kurilovec              | Kurilovec (VK)        |
| Lučko                  | Lučko, Zagabria       |
| Lukavec                | Lukavec (VK)          |
| Maksimir               | Maksimir (ZG)         |
| Mladost Petrinja       | Petrinja              |
| Ponikve                | Stenjevec (ZG)        |
| Ravnice                | Zagabria              |
| Samobor                | Samobor               |
| Sava Strmec            | Strmec, Sveta Nedelja |
| Segesta                | Sisak                 |
| Trešnjevka             | Trešnjevka (ZG)       |
| Vrapče                 | Vrapče (ZG)           |
| Vrbovec                | Vrbovec               |

| 3. NL – Nord 2022-23 |                      |
| Squadra              | Sede                 |
| Dinamo D.            | Domašinec            |
| Koprivnica           | Koprivnica           |
| Papuk                | Orahovica            |
| Podravac             | Virje                |
| Podravina            | Ludbreg              |
| Polet                | Sveti Martin na Muri |
| Radnik               | Križevci             |
| Rudar                | Mursko Središće      |
| Varteks              | Varaždin             |
| Virovitica           | Virovitica           |

| 3. NL – Est 2022-23 |                                 |
| Squadra             | Sede                            |
| Bedem               | Ivankovo                        |
| Borac               | Kneževi Vinogradi               |
| Čepin               | Čepin                           |
| Darda               | Darda                           |
| Đakovo/Croatia      | Đakovo                          |
| Graničar Županja    | Županja                         |
| Kutjevo             | Kutjevo                         |
| NAŠK                | Našice                          |
| Omladinac           | Gornja Vrba                     |
| Oriolik             | Oriovac                         |
| Slavija             | Pleternica                      |
| Slavonija Požega    | Požega                          |
| Sloga               | Nova Gradiška                   |
| Svačić              | Stari Slatinik, Brodski Stupnik |
| Vuteks Sloga        | Vukovar                         |
| Valpovka            | Valpovo                         |

| 3. NL – Sud 2022-23      |                         |
| Squadra                  | Sede                    |
| GOŠK Dubrovnik           | Ragusa                  |
| GOŠK Kaštela             | Castel Abbadessa        |
| Hrvatski vitez Posedarje | Possedaria              |
| Junak Sinj               | Signo                   |
| Kamen Ivanbegovina       | Ivanbegovina, Podbablje |
| Neretva Metković         | Metković                |
| Neretvanac Opuzen        | Fort'Opus               |
| Primorac Biograd         | Zaravecchia             |
| Sloga Mravince           | Mravince, Salona        |
| RNK Spalato              | Spalato                 |
| Urania Baška Voda        | Bascavoda               |
| Uskok Klis               | Clissa                  |
| Vodice                   | Vodizze                 |
| Zara                     | Zara                    |
| Zagora Unešić            | Unešić                  |
| BŠK Zmaj Blato           | Blatta                  |

## Albo d'oro
| Stagione  | Ovest                | Centro                                    | Nord                                                        | Est                                           | Sud                                                |
| --------- | -------------------- | ----------------------------------------- | ----------------------------------------------------------- | --------------------------------------------- | -------------------------------------------------- |
| 2006–07   | Nehaj Senj           | Lokomotiva Zagabria (A) Polet Buševec (B) | Omladinac NSR (A) Virovitica (B)                            | Slavija Pleternica                            | Neretvanac Opuzen (A) Hrvace (B)                   |
| 2007–08   | Grobničan Čavle      | Maksimir (A) Metalac Sisak (B)            | Mladost Prelog (A) Podravac Virje (B)                       | NK Đakovo                                     | RNK Spalato (A) Raštane (B)                        |
| 2008–09   | Crikvenica           | Špansko Zagabria (A) Zelina (B)           | Sloboda Varaždin (A) Kalinovac (B)                          | Lipik                                         | Uskok Klis (A) Polača (B)                          |
| 2009–10   | Opatija              | Radnik Sesvete (A) Dugo Selo (B)          | Podravina Ludbreg (A) Slatina (B)                           | Otok                                          | Mladost Proložac (A) BŠK Zmaj Blato (B) Polača (C) |
| 2010–11   | Vinodol              | Dubrava (A) Stupnik (B)                   | Nedeljanec (A) Mladost Ždralovi (B)                         | BSK Bijelo Brdo                               | Krka Lozovac (A) Val Kaštel Stari (B)              |
| 2011–12   | Naprijed Hreljin     | Maksimir (A) Bistra (B)                   | campionati regionali                                        | Bedem Ivankovo                                | Krka Lozovac (A) Kamen Ivanbegovina (B)            |
| 2012–2014 | campionati regionali | campionati regionali                      | campionati regionali                                        | campionati regionali                          | campionati regionali                               |
| 2014–15   | Krk                  | Vinogradar                                | Nedelišće (ČK-VŽ) Kalinovac (BJ-KC-VT)                      | Marsonia 1909                                 | campionati regionali                               |
| 2015–16   | Jadran Parenzo       | Kustošija                                 | Nedelišće (ČK-VŽ) Croatia Grabrovnica (BJ-KC-VT)            | Bedem Ivankovo                                | campionati regionali                               |
| 2016–17   | Pazinka              | Udarnik Kurilovec                         | Polet Sv. Martin (ČK-VŽ) Garić Garešnica (BJ-KC-VT)         | Čepin                                         | campionati regionali                               |
| 2017–18   | Grobničan Čavle      | Ponikve                                   | Polet Sv. Martin (ČK-VŽ) Tehničar Cvetkovec (BJ-KC-VT)      | Zrinski Jurjevac                              | campionati regionali                               |
| 2018–19   | Grobničan Čavle      | Vrapče Zagabria                           | Polet Sv. Martin (ČK-VŽ) Tehničar Cvetkovec (BJ-KC-VT)      | Graničar Županja                              | campionati regionali                               |
| 2019–20   | Vihor Baška          | Karlovac                                  | Bednja Beletinec (ČK-VŽ) Slaven Belupo II (BJ-KC-VT)        | Valpovka (OS-VK) Slavonac Bukovlje (SB-PŽ)    | campionati regionali                               |
| 2020–21   | Pomorac              | Ravnice Zagabria                          | Bednja Beletinec (ČK-VŽ) Bilogora Grubišno Polje (BJ-KC-VT) | Darda (OS-VK) Omladinac Gornja Vrba (SB-PŽ)   | campionati regionali                               |
| 2021–22   | Medulin              | Dinamo Odranski Obrež (A) Samobor (B)     | Bednja Beletinec (ČK-VŽ) Tehničar Cvetkovec (BJ-KC-VT)      | Valpovka (OS-VK) Svačić Stari Slatnik (SB-PŽ) | campionati regionali                               |
| 2022–23   | Krk                  | Karlovac                                  | Križevci                                                    | Slavonija Požega                              | Zagora Unešić                                      |
| 2023–24   | Uljanik Pola         | Segesta                                   | Polet Sv. Martin                                            | Slavonija Požega                              | HNK Zara                                           |
| 2024–25   | Halubjan Viškovo     | Lučko                                     | Varteks                                                     | Đakovo/Croatia                                | Uskok Klis                                         |